# Kadłub typu Albacore

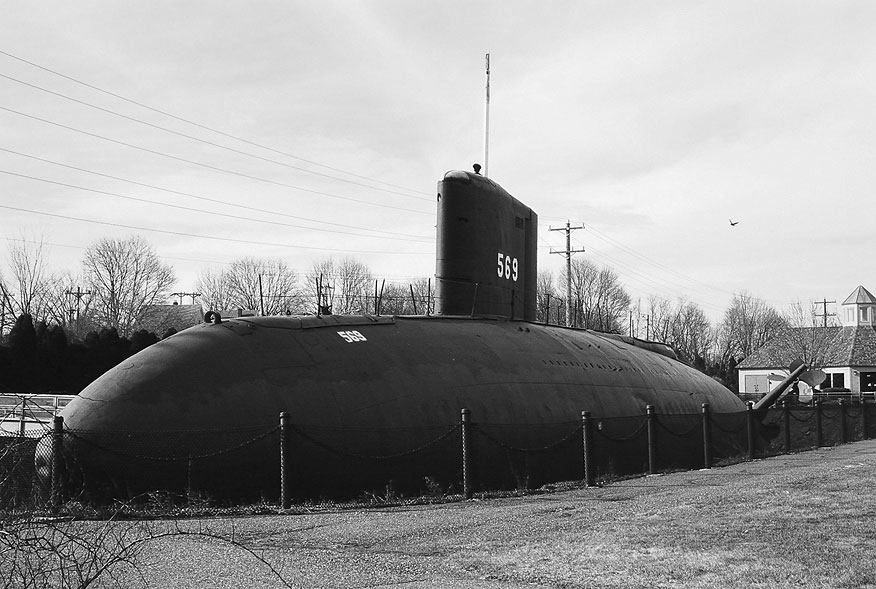
Kadłub Albacore w ekspozycji w Portsmouth

Kadłub typu Albacore – kroplowa, hydrodynamicznie opływowa forma kadłuba okrętu podwodnego zoptymalizowana do pływania podwodnego, w celu umożliwienia okrętowi rozwijania dużych prędkości podwodnych przy minimalnym wydatku energetycznym. Po raz pierwszy po II wojnie światowej, formę ta zastosowano w amerykańskim eksperymentalnym okręcie podwodnym USS „Albacore” (AGSS-569), stąd opływowy kadłub okrętu podwodnego o kroplowym kształcie nosi nazwę albacore.